# 梶島
梶島（かじしま）は、愛知県西尾市吉良町宮崎に所在する島。

## 概要
本土である西尾市の蛭子崎より南東へ約1.3km沖合に浮かぶ。島東部に弁財天が祀られていることから、別名として弁天島とも称される。無人島ではあるが、かつては島内でも畑耕作が行われていたとみられる。島自体は花崗岩でできており、小松が自生している。1973年（昭和48年）に民間の観光開発業者である梶島観光開発株式会社が購入し、観光施設の建設が計画された。また、名古屋鉄道による海上観光船も運航されていた。しかし、梶島観光開発による計画は頓挫し、1984年（昭和59年）、当時の幡豆郡吉良町が買い戻したため、町有地に戻った。対岸の西三河漁業協同組合吉良支所（旧吉良魚漁協同組合）により宮崎漁港から渡船が行われており、シーズン中には、潮干狩りを行うことができる。それ以外の時期には定期便は運行されていないが、釣り客や海水浴客などが釣り船で渡るという。

## 地名の由来
伝説によると、永禄3年（1560年）3月、巡視に訪れた今川義元を織田信長が襲ったものの、急な雨により梶を取り直して、引き返すはめになったことに由来するという。